# Comando conjunto de operaciones especiales
El CCOES o Comando Conjunto de Operaciones Especiales fue creado en el año 2007 en reemplazo del CUNOE Comando Unificado de Operaciones Especiales, cuenta con alrededor de 5000 hombres altamente entrenados especializados en guerra irregular, acción directa, y recopilación de inteligencia en campos de batalla en varias dimensiones (aire, tierra, agua, y cibernético), está encargado de la planeación y ejecución de operaciones especiales dentro y fuera del territorio nacional contra grupos terroristas, blancos de alto valor y criminalidad organizada todos con alta importancia operacional, táctica, y estratégica para el estado colombiano.

## Estructura
En cuanto a su estructura que se ha hecho pública se conoce:
- Cuartel General del Comando conjunto de operaciones especiales.
- Estado Mayor del Comando conjunto de operaciones especiales.

Que comandan operacionalmente varias unidades especiales; entre las cinco unidades conocidas se encuentran:
| Detacamiento                         | Unidad especial                                                                                                | Dependencia                                                              | Escudo                                                                   |
| ------------------------------------ | --- | ------------------------------------------------------------------------ | ------------------------------------------------------------------------ |
| ALFA (tierra)                        | DIVFE División de Fuerzas Especiales (parte de esta con 4000 hombres aprox)                                    | Ejército Colombiano                                                      |                                                                          |
| ALFA (tierra)                        | BAOEA Batallón de Operaciones Especiales de Aviación                                                           | Ejército Colombiano                                                      |                                                                          |
| ALFA (tierra)                        | AFEAU Alfa Agrupación de Fuerzas Especiales Antiterroristas Urbanas                                            | Comando general de las fuerzas militares                                 |                                                                          |
| BRAVO (mar)                          | BFEIM Batallón de Fuerzas Especiales de Infantería de Marina perteneciente a la Armada de Colombia AFEAU Bravo | Armada de Colombia Infantería de Marina de Colombia                      |                                                                          |
| CHARLIE (aire)                       | ECOEA Escuadrón de comandos especiales aéreos AFEAU Charlie                                                    | Fuerza Aérea Colombiana                                                  |                                                                          |
| OMEGA                                | Componente combinado, reconocimiento especial cercano, y francotiradores                                       | Componente combinado, reconocimiento especial cercano, y francotiradores | Componente combinado, reconocimiento especial cercano, y francotiradores |
| Componente de inteligencia y enlaces | |                                                                          |                                                                          |

## Equipo Militar
| ARMAS USADAS POR EL CCOES              | ARMAS USADAS POR EL CCOES                                                             | ARMAS USADAS POR EL CCOES                                   | ARMAS USADAS POR EL CCOES | ARMAS USADAS POR EL CCOES | ARMAS USADAS POR EL CCOES |
| Nombre                                 | Imagen                                                                                | Tipo de arma                                                | Estado | Calibre                   | Origen                    |
| Pistolas                               | Pistolas                                                                              | Pistolas                                                    | Pistolas | Pistolas                  | Pistolas                  |
| -------------------------------------- | ------------------------------------------------------------------------------------- | ----------------------------------------------------------- | --- | ------------------------- | ------------------------- |
| Pistola Glock 17                       |                                                                                       | Arma de defensa personal                                    | En servicio con unidades especiales | 9*19 mm                   | Austria                   |
| Pistola Glock 19                       |                                                                                       | Arma de defensa personal                                    | En servicio con unidades especiales | 9*19 mm                   | Austria                   |
| Indumil Córdova                        |                                                                                       | Arma de defensa personal                                    | En servicio con unidades especiales | 9*19 mm                   | Colombia                  |
| SIG Sauer P226                         |                                                                                       | Arma de defensa personal                                    | En servicio con unidades especiales | 9*19 mm                   | - Alemania - Suiza        |
| Beretta 92                             |                                                                                       | Arma de defensa personal                                    | En servicio con unidades especiales | 9*19 mm                   | Italia                    |
| Subfusiles                             |                                                                                       |                                                             | |                           |                           |
| X95S                                   |                                                                                       | Subametralladora                                            | En uso | 9*19 mm                   | Israel                    |
| Fusiles de asalto                      |                                                                                       |                                                             | |                           |                           |
| Indumil Galil ACE                      |                                                                                       | Fusil de asalto                                             | En uso | 5,56 mm                   | Colombia                  |
| Sig Sauer 516                          |                                                                                       | Fusil de asalto                                             | En uso | 5,56 mm                   | Estados Unidos            |
| TAVOR TAR 21                           |                                                                                       | Fusil de Asalto                                             | En uso | 5,56 mm                   | Israel                    |
| X95                                    |                                                                                       | Fusil de Asalto                                             | En uso | 5,56 mm                   | Israel                    |
| M4                                     |                                                                                       | Fusil de Asalto                                             | Bloque inferior usualmente Colt, bloque superior LMT con cañón de 11,5 pul, Daniel Defense, Sig Sauer, Colt en diferentes dimensiones               | 5,56 mm                   | Estados Unidos            |
| Fusiles de precisión                   |                                                                                       |                                                             | |                           |                           |
| M24 SWS                                |                                                                                       | Fusil de cerrojo de precisión                               | En uso por francotiradores en versiones A2 | 7,62 mm                   | Estados Unidos            |
| Barrett M82                            |                                                                                       | Fusil antimaterial                                          | En uso por tiradores designados, francotiradores y unidades especiales                                                                              | 12,7 × 99 mm OTAN         | Estados Unidos            |
| Barrett M95                            |                                                                                       | Fusil antimaterial                                          | En uso por tiradores designados, francotiradores y unidades especiales                                                                              | 12,7 × 99 mm OTAN         | Estados Unidos            |
| Barrett REC10                          |                                                                                       | Fusil semiautomático de tirador designado                   | En uso por tiradores designados, francotiradores y unidades especiales                                                                              | 7,62 mm                   | Estados Unidos            |
| Remington R11 RSASS                    |                                                                                       | Fusil semiautomático de tirador designado                   | En uso por tiradores designados, francotiradores y unidades especiales                                                                              | 7,62 mm                   | Estados Unidos            |
| Barrett M98B                           |                                                                                       | Fusil de cerrojo de precisión                               | En uso por tiradores designados, tiradores de plataforma y unidades especiales                                                                      | 7,62 mm .338 Lapua Magnum | Estados Unidos            |
| Remington MSR                          |                                                                                       | Fusil de cerrojo de precisión multicalibre                  | En uso por tiradores designados, tiradores de plataforma y unidades especiales                                                                      | 7,62 mm .338 Lapua Magnum | Estados Unidos            |
| Barrett MRAD                           |                                                                                       | Fusil de cerrojo de precisión multicalibre                  | En uso por tiradores designados, tiradores de plataforma y unidades especiales                                                                      | 7,62 mm .338 Lapua Magnum | Estados Unidos            |
| Ametralladoras ligeras                 |                                                                                       |                                                             | |                           |                           |
| Ametralladora M249 SAW - FN Minimi MK3 |                                                                                       | Ametralladora ligera                                        | En uso | 5,56 mm                   | Estados Unidos            |
| IWI Negev                              |                                                                                       | Ametralladora ligera                                        | En uso | 5,56 mm                   | - Israel - Colombia       |
| Ametralladoras medias                  |                                                                                       |                                                             | |                           |                           |
| IMI Negev NG-7                         |                                                                                       | Ametralladora media                                         | En producción por indumil Colombia | 7,62 mm                   | - Israel - Colombia       |
| Ametralladora M60                      |                                                                                       | Ametralladora media / Ametralladora de propósito general    | En uso, modernizada a estándar E4 / E6 | 7,62 mm                   | Estados Unidos            |
| Ametralladora M240                     |                                                                                       | Ametralladora media / Ametralladora de propósito general    | En uso | 7,62 mm                   | Estados Unidos            |
| Escopetas                              |                                                                                       |                                                             | |                           |                           |
| Mossberg 500                           | Usado por el ejercito y la policia                                                    | Escopeta de Uso reglamentario                               | Usado por el ejército, la policía, la armada, la infantería de marina y el CCOES (fuerzas especiales)                                               | Calibre 12                | Estados Unidos            |
| Remington 870                          |                                                                                       | Escopeta                                                    | Usado por el ejército, la infantería de marina y el CCOES (Fuerzas especiales)                                                                      | Calibre 12                | Estados Unidos            |
| Benelli M4                             |                                                                                       | Escopeta                                                    | Usada por el CCOES (Fuerzas especiales) | Calibre 12                | Italia                    |
| Lanzagranadas                          |                                                                                       |                                                             | |                           |                           |
| lanzagranadas M79                      | Usado por el ejercito y la policia antinarcoticos para destruir laboratorios ilegales | Lanzagranadas                                               | ~400m de alcance efectivo | En Uso                    | Estados Unidos            |
| Lanzagranadas Mk 19                    |                                                                                       | Lanzagranadas                                               | 1500m de alcance efectivo, 2200 de alcance máximo, usado con munición 40x53mm de alta velocidad importada                                           | En Uso                    | Estados Unidos            |
| Lanzagranadas Milkor MGL MK1           |                                                                                       | Lanzagranadas                                               | ~400m con munición 40x46mm de velocidad estándar y 800m con 40x51mm de velocidad media, producido bajo licencia por Indumil                         | En Uso                    | - Sudáfrica - Colombia    |
| M203                                   |                                                                                       | Lanzagranadas de toma única granada bajo el cañón del fusil | ~400m con munición 40x46mm | En Uso                    | Estados Unidos            |
| Lanzagranadas IMC-40                   |                                                                                       | Lanzagranadas de toma única granada bajo el cañón del fusil | ~400m con munición 40x46mm, se han hecho experimentos para pasar a munición de velocidad media 40x51mm                                              | En Uso                    | Colombia                  |
| Morteros                               |                                                                                       |                                                             | |                           |                           |
| Mortero Indumil 60mm                   |                                                                                       | Mortero                                                     | ~400m con munición 60mm | En Uso                    | Colombia                  |
| Ametralladoras pesadas                 |                                                                                       |                                                             | |                           |                           |
| Ametralladora M2HB                     |                                                                                       | Ametralladora pesada                                        | En uso con afustes en bases, aviación y vehículos                                                                                                   | 12,7 mm                   | Estados Unidos            |
| Minigun                                |                                                                                       | Ametralladora pesada tipo Gatling                           | En uso con afustes de los helicópteros UH-60L, Mil MI-17, UH-1 II Huey II y Bell UH-1N que brindan apoyo a los comandos                             | 7,62 mm                   | Estados Unidos            |
| Ametralladora GAU-19A                  |                                                                                       | Ametralladora pesada tipo Gatling                           | En uso con afustes de los helicópteros de la aviación del Ejército UH-60L, Mil MI-17, UH-1 II Huey II y Bell UH-1N que brindan apoyo a los comandos | 12,7 mm                   | Estados Unidos            |

## Galería

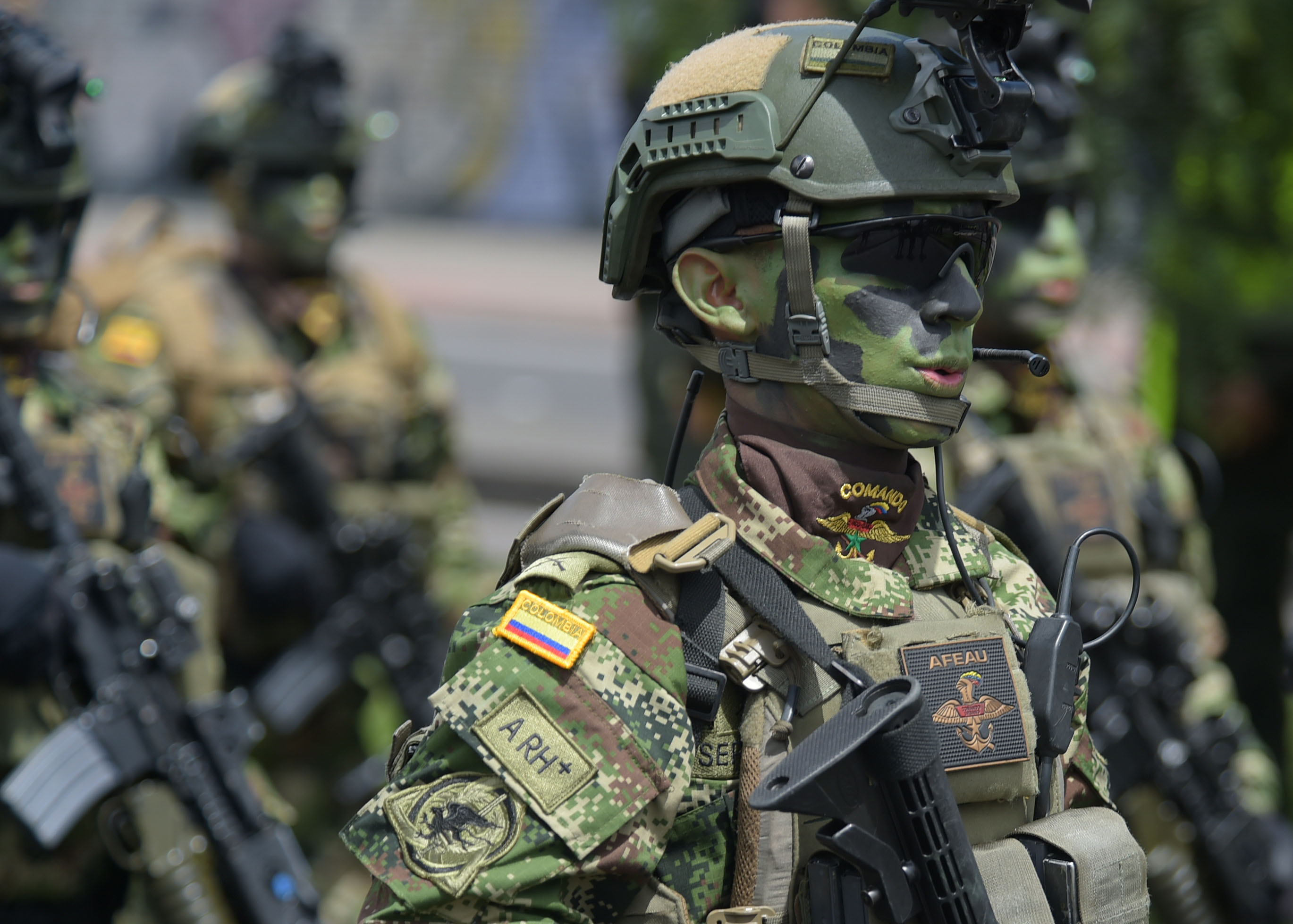
Parche del CCOES sobre el hombro de un comando, a su vez miembro de la Agrupación de Fuerzas Especiales Antiterroristas Urbanas (AFEAU)
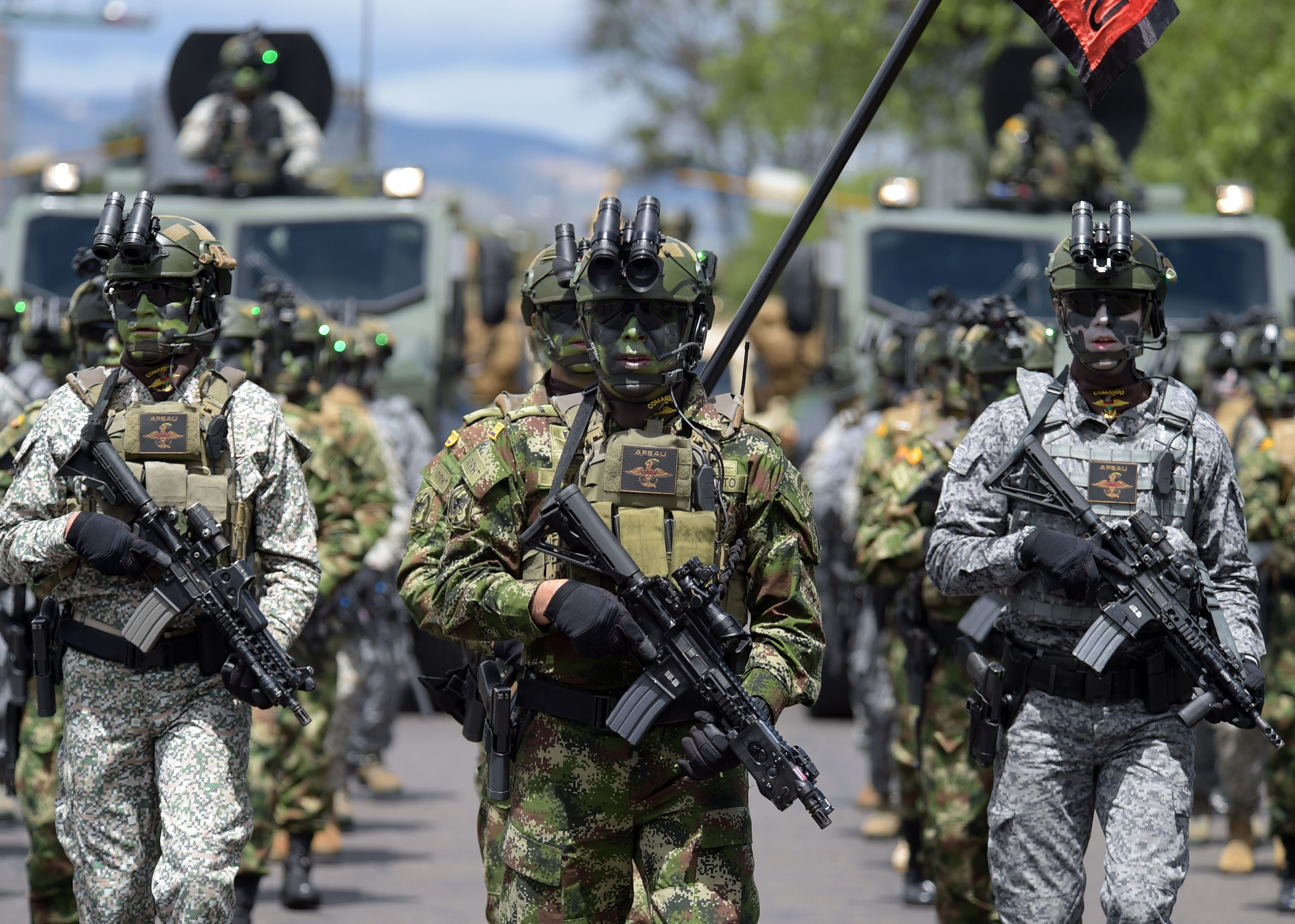
AFEAU del CCOES en desfile militar
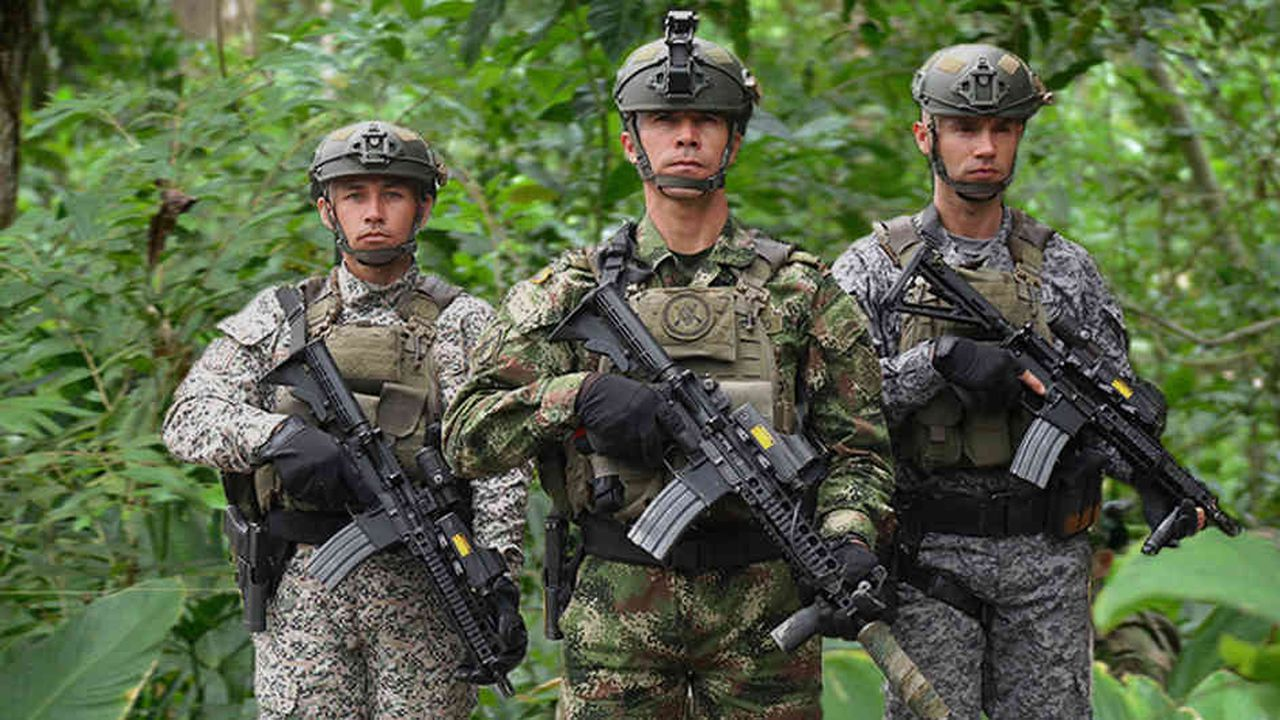
AFEAU con integrantes tanto del Ejército de Colombia, la Armada de Colombia (Infantería de Marina de Colombia) y la Fuerza Aérea Colombiana, Todos del CCOES
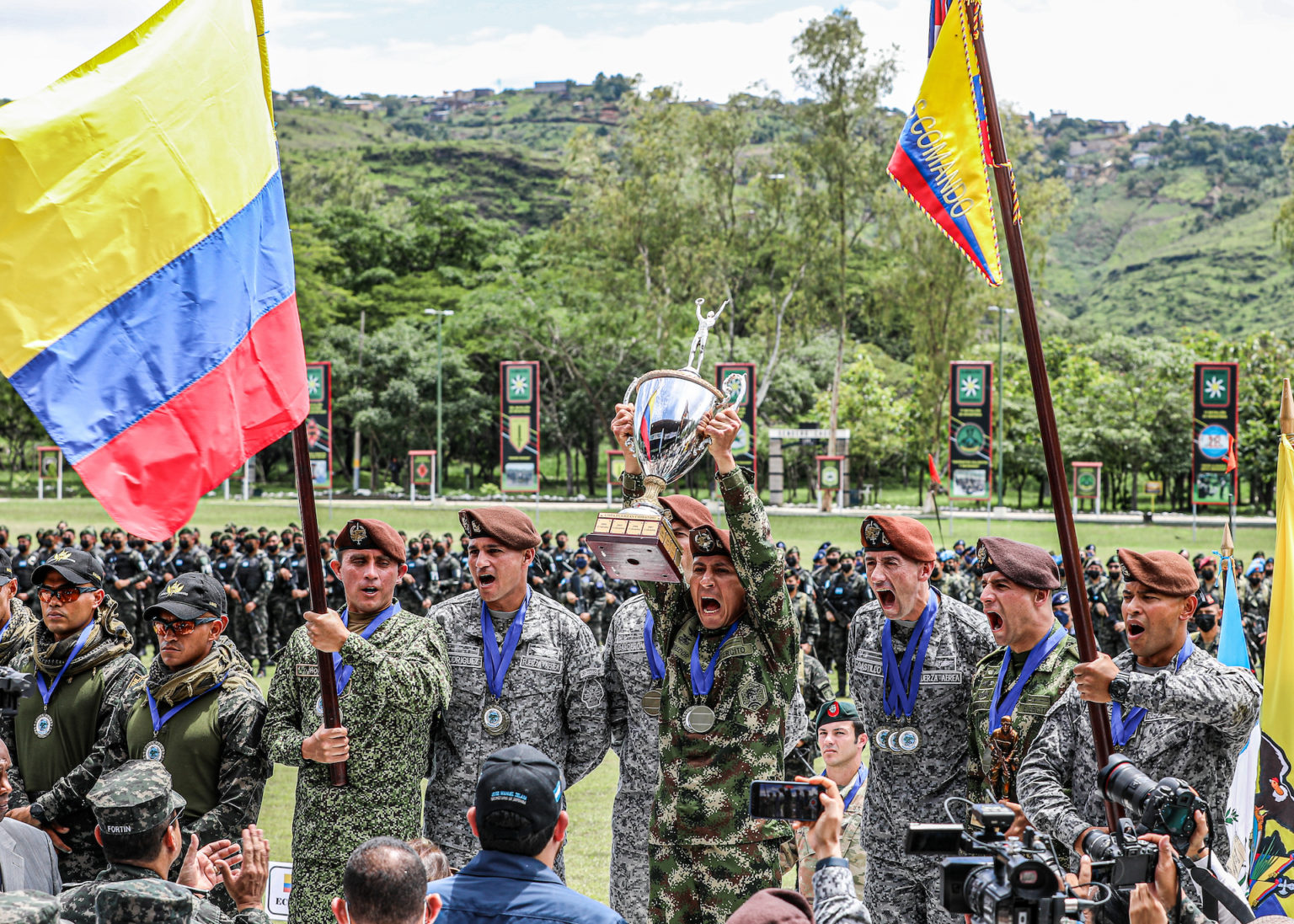
Operadores del AFEAU del CCOES ganadores en las competiciones Fuerzas Comando
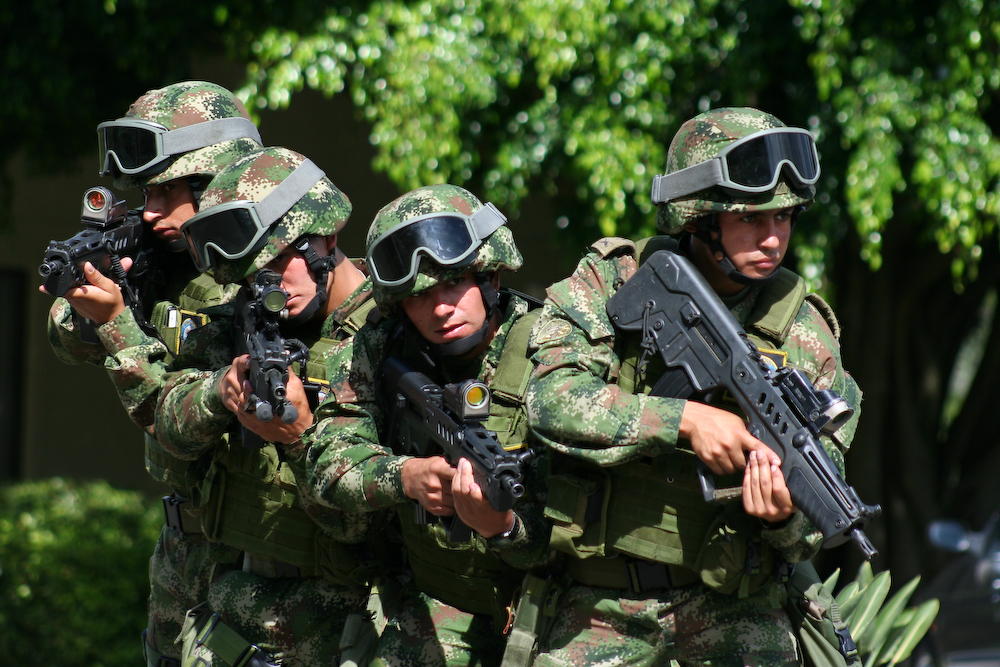
AFEAU entrenando con fusil TAR-21
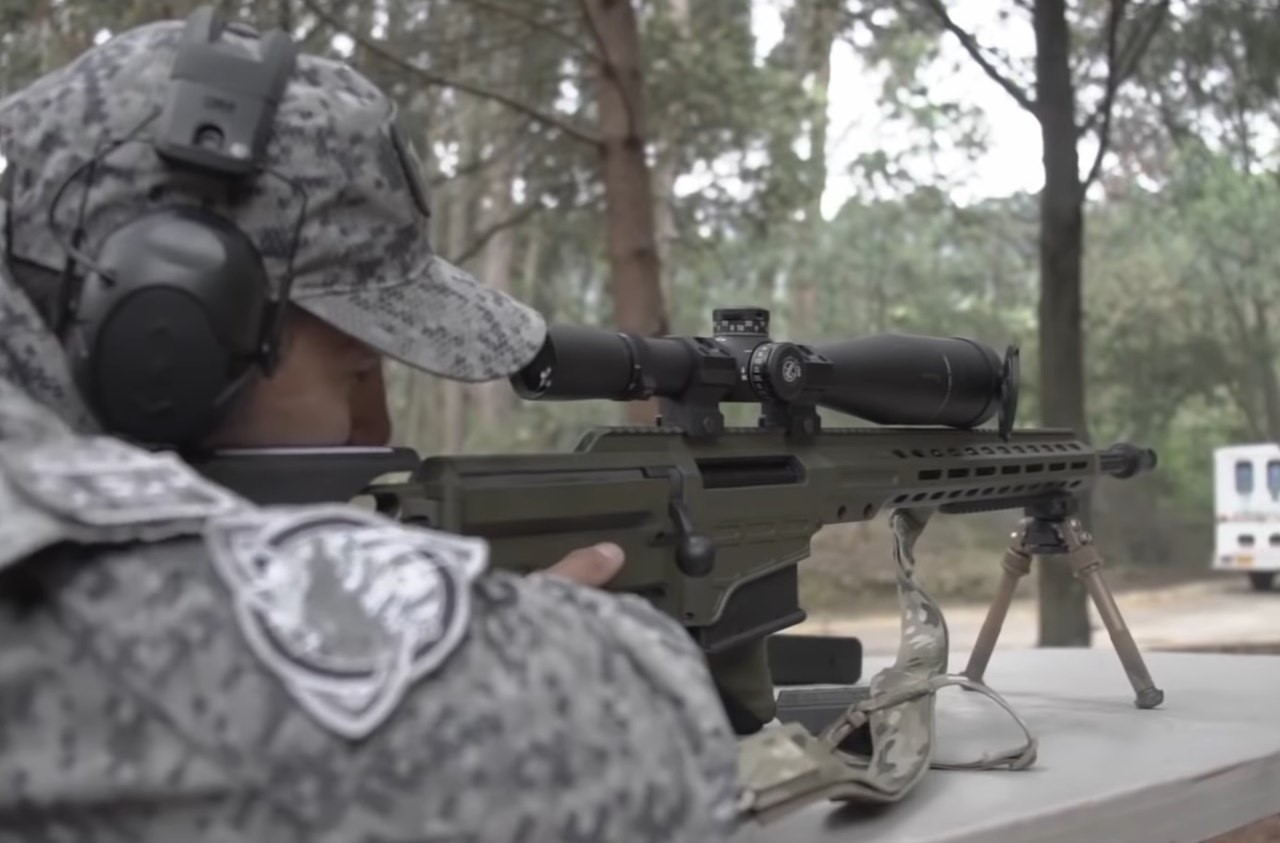
Operador de la AFEAU destacamento Charlie de la Fuerza Aérea con un fúsil MRAD
Operadores de la AFEAU, Destacamento Bravo, pertenecientes a la Armada de Colombia (Infantería de Marina de Colombia).